# National Football League 2004
La stagione NFL 2004 fu la 85ª stagione sportiva della National Football League, la massima lega professionistica statunitense di football americano. La finale del campionato, il Super Bowl XXXIX, si disputò il 6 febbraio 2005 al ALLTEL Stadium di Jacksonville, in Florida e si concluse con la vittoria dei New England Patriots sui Philadelphia Eagles per 24 a 21. La stagione iniziò il 9 settembre 2004 e si concluse con il Pro Bowl 2005 che si tenne il 13 febbraio 2005 a Honolulu.

## Modifiche alle regole
Durante la stagione vennero introdotte le seguenti modifiche al regolamento:
- A causa del verificarsi di diversi infortuni occorsi nella stagione precedente, vennero dichiarati punibili i festeggiamenti dopo un'azione qualora vengano considerati eccessivi dagli arbitri. La penalità per comportamento antisportivo viene comminata con 15 iarde a partire dall'azione successiva; se la penalità viene assegnata dopo una segnatura si deve scontare sul kickoff successivo. Gli arbitri possono inoltre espellere il giocatore che ha commesso l'infrazione.
- Vennero rese più severe le norme sui contatti illegali, pass interference e holding difensivi.
- Venne reso possibile ai capi allenatori di chiamare time-out.
- Venne consentito ai wide receiver di indossare le maglie con numeri da 10 a 19 oltre che quelle coi numeri da 80 a 89.
- Venne stabilito che un'azione di punt o di field goal fallito in cui la palla tocca terra in end zone, oppure tocca un giocatore della squadra che ha calciato, senza che prima venga toccata da un giocatore della squadra ricevente è dichiarata terminata. In precedenza, nella stessa situazione, la palla poteva essere raccolta da un giocatore della squadra ricevente ed essere ritornata.
- Venne stabilito di concedere ad una squadra che abbia già usufruito di due instant replay una terza possibilità di richiesta nel caso in cui le due precedenti siano andate a buon fine. In precedenza ogni squadra aveva solo due possibilità di richiesta, indipendentemente dal loro esito.

## Stagione regolare
La stagione regolare iniziò il 9 settembre 2004 e terminò il 2 gennaio 2005, si svolse in 17 giornate durante le quali ogni squadra disputò 16 partite secondo le regole del calendario della NFL.
Gli accoppiamenti Intraconference e Interconference tra Division furono i seguenti
| Intraconference                                                                                                 | Interconference                                                                                                 |
| --- | --- |
| - AFC East contro AFC North - AFC West contro AFC South - NFC East contro NFC North - NFC West contro NFC South | - AFC East contro NFC West - AFC North contro NFC East - AFC South contro NFC North - AFC West contro NFC South |

### Risultati della stagione regolare
- V = Vittorie, S = Sconfitte, P = Pareggi, PCT = Percentuale di vittorie, PF = Punti Fatti, PS = Punti Subiti
- La qualificazione ai play-off è indicata in verde (tra parentesi il seed)

| AFC East                 |    |    |   |     |     |     |
| Squadra                  | V  | S  | P | PCT | PF  | PS  |
| (2) New England Patriots | 14 | 2  | 0 | 875 | 437 | 260 |
| (5) New York Jets        | 10 | 6  | 0 | 625 | 333 | 261 |
| Buffalo Bills            | 9  | 7  | 0 | 563 | 395 | 284 |
| Miami Dolphins           | 4  | 12 | 0 | 250 | 275 | 354 |

| NFC East                |    |    |   |     |     |     |
| Squadra                 | V  | S  | P | PCT | PF  | PS  |
| (1) Philadelphia Eagles | 13 | 3  | 0 | 813 | 386 | 260 |
| New York Giants         | 6  | 10 | 0 | 375 | 303 | 347 |
| Dallas Cowboys          | 6  | 10 | 0 | 375 | 293 | 405 |
| Washington Redskins     | 6  | 10 | 0 | 375 | 240 | 265 |

| AFC North               |    |    |   |     |     |     |
| Squadra                 | V  | S  | P | PCT | PF  | PS  |
| (1) Pittsburgh Steelers | 15 | 1  | 0 | 938 | 372 | 251 |
| Baltimore Ravens        | 9  | 7  | 0 | 563 | 317 | 268 |
| Cincinnati Bengals      | 8  | 8  | 0 | 500 | 374 | 372 |
| Cleveland Browns        | 4  | 12 | 0 | 250 | 276 | 390 |

| NFC North             |    |    |   |     |     |     |
| Squadra               | V  | S  | P | PCT | PF  | PS  |
| (3) Green Bay Packers | 10 | 6  | 0 | 625 | 424 | 380 |
| (6) Minnesota Vikings | 8  | 8  | 0 | 500 | 405 | 395 |
| Detroit Lions         | 6  | 10 | 0 | 375 | 296 | 350 |
| Chicago Bears         | 5  | 11 | 0 | 313 | 231 | 331 |

| AFC South              |    |    |   |     |     |     |
| Squadra                | V  | S  | P | PCT | PF  | PS  |
| (3) Indianapolis Colts | 12 | 4  | 0 | 750 | 522 | 351 |
| Jacksonville Jaguars   | 9  | 7  | 0 | 563 | 261 | 280 |
| Houston Texans         | 7  | 9  | 0 | 438 | 309 | 339 |
| Tennessee Titans       | 5  | 11 | 0 | 313 | 344 | 439 |

| NFC South            |    |    |   |     |     |     |
| Squadra              | V  | S  | P | PCT | PF  | PS  |
| (2) Atlanta Falcons  | 11 | 5  | 0 | 688 | 340 | 337 |
| New Orleans Saints   | 8  | 8  | 0 | 500 | 348 | 405 |
| Carolina Panthers    | 7  | 9  | 0 | 438 | 355 | 339 |
| Tampa Bay Buccaneers | 5  | 11 | 0 | 313 | 301 | 304 |

| AFC West               |    |    |   |     |     |     |
| Squadra                | V  | S  | P | PCT | PF  | PS  |
| (4) San Diego Chargers | 12 | 4  | 0 | 750 | 446 | 313 |
| (6) Denver Broncos     | 10 | 6  | 0 | 625 | 381 | 304 |
| Kansas City Chiefs     | 7  | 9  | 0 | 438 | 483 | 435 |
| Oakland Raiders        | 5  | 11 | 0 | 313 | 320 | 442 |

| NFC West             |   |    |   |     |     |     |
| Squadra              | V | S  | P | PCT | PF  | PS  |
| (4) Seattle Seahawks | 9 | 7  | 0 | 563 | 371 | 373 |
| (5) Saint Louis Rams | 8 | 8  | 0 | 500 | 319 | 392 |
| Arizona Cardinals    | 6 | 10 | 0 | 375 | 284 | 322 |
| San Francisco 49ers  | 2 | 14 | 0 | 125 | 259 | 452 |

## Play-off
I play-off iniziarono con il Wild Card Weekend l'8 e 9 gennaio 2005. I Divisional Playoff si giocarono il 15 e 16 gennaio e i Conference Championship Game il 23 gennaio. Il Super Bowl XXXIX si giocò il 6 febbraio nel ALLTEL Stadium di Jacksonville.

### Seeding
| Seed | American Football Conference              | National Football Conference             |
| ---- | ----------------------------------------- | ---------------------------------------- |
| 1    | Pittsburgh Steelers (vincitori AFC North) | Philadelphia Eagles (vincitori NFC East) |
| 2    | New England Patriots (vincitori AFC East) | Atlanta Falcons (vincitori NFC South)    |
| 3    | Indianapolis Colts (vincitori AFC South)  | Green Bay Packers (vincitori NFC North)  |
| 4    | San Diego Chargers (vincitori AFC West)   | Seattle Seahawks (vincitori NFC West)    |
| 5    | New York Jets                             | Saint Louis Rams                         |
| 6    | Denver Broncos                            | Minnesota Vikings                        |

### Incontri
| Wild Card Game | Wild Card Game               | Wild Card Game               | Wild Card Game               |    |              | Divisional Play-off           | Divisional Play-off                  | Divisional Play-off           |                                      |                                      | Conference Championship              | Conference Championship | Conference Championship |  |  | Super Bowl XXXIX | Super Bowl XXXIX | Super Bowl XXXIX | Super Bowl XXXIX | Super Bowl XXXIX |
|                |                              |                              |                              |    |              |                               |                                      |                               |                                      |                                      |                                      |                         |                         |  |  |                  |                  |                  |                  |                  |
|                | 9 gennaio - RCA Dome         | 9 gennaio - RCA Dome         | 9 gennaio - RCA Dome         |    |              | 16 gennaio - Gillette Stadium | 16 gennaio - Gillette Stadium        | 16 gennaio - Gillette Stadium |                                      |                                      |                                      |                         |                         |  |  |                  |                  |                  |                  |                  |
|                | 9 gennaio - RCA Dome         | 9 gennaio - RCA Dome         | 9 gennaio - RCA Dome         |    |              | 16 gennaio - Gillette Stadium | 16 gennaio - Gillette Stadium        | 16 gennaio - Gillette Stadium |                                      |                                      |                                      |                         |                         |  |  |                  |                  |                  |                  |                  |
|                | 9 gennaio - RCA Dome         | 9 gennaio - RCA Dome         | 9 gennaio - RCA Dome         |    |              | 16 gennaio - Gillette Stadium | 16 gennaio - Gillette Stadium        | 16 gennaio - Gillette Stadium |                                      |                                      |                                      |                         |                         |  |  |                  |                  |                  |                  |                  |
|                | 9 gennaio - RCA Dome         | 9 gennaio - RCA Dome         | 9 gennaio - RCA Dome         |    |              | 16 gennaio - Gillette Stadium | 16 gennaio - Gillette Stadium        | 16 gennaio - Gillette Stadium |                                      |                                      |                                      |                         |                         |  |  |                  |                  |                  |                  |                  |
|                | 6                            | Denver                       | 24                           |    |              | 16 gennaio - Gillette Stadium | 16 gennaio - Gillette Stadium        | 16 gennaio - Gillette Stadium |                                      |                                      |                                      |                         |                         |  |  |                  |                  |                  |                  |                  |
|                | 6                            | Denver                       | 24                           | 3  | Indianapolis | 3                             |                                      |                               |                                      |                                      |                                      |                         |                         |  |  |                  |                  |                  |                  |                  |
|                | 3                            | Indianapolis                 | 49                           | 3  | Indianapolis | 3                             |                                      |                               | 23 gennaio - Heinz Field             | 23 gennaio - Heinz Field             | 23 gennaio - Heinz Field             |                         |                         |  |  |                  |                  |                  |                  |                  |
|                | 3                            | Indianapolis                 | 49                           | 2  | New England  | 20                            |                                      |                               | 23 gennaio - Heinz Field             | 23 gennaio - Heinz Field             | 23 gennaio - Heinz Field             |                         |                         |  |  |                  |                  |                  |                  |                  |
|                |                              |                              |                              | 2  | New England  | 20                            |                                      |                               | 23 gennaio - Heinz Field             | 23 gennaio - Heinz Field             | 23 gennaio - Heinz Field             |                         |                         |  |  |                  |                  |                  |                  |                  |
|                |                              |                              |                              |    |              |                               |                                      |                               | 23 gennaio - Heinz Field             | 23 gennaio - Heinz Field             | 23 gennaio - Heinz Field             |                         |                         |  |  |                  |                  |                  |                  |                  |
|                | 8 gennaio - Qualcomm Stadium | 8 gennaio - Qualcomm Stadium | 8 gennaio - Qualcomm Stadium | 2  | New England  | 41                            |                                      |                               |                                      |                                      |                                      |                         |                         |  |  |                  |                  |                  |                  |                  |
|                | 8 gennaio - Qualcomm Stadium | 8 gennaio - Qualcomm Stadium | 8 gennaio - Qualcomm Stadium | 2  | New England  | 41                            | 15 gennaio - Heinz Field             |                               |                                      |                                      |                                      |                         |                         |  |  |                  |                  |                  |                  |                  |
|                | 8 gennaio - Qualcomm Stadium | 8 gennaio - Qualcomm Stadium | 8 gennaio - Qualcomm Stadium |    | 1            | Pittsburgh                    | 27                                   |                               |                                      |                                      |                                      |                         |                         |  |  |                  |                  |                  |                  |                  |
|                | 8 gennaio - Qualcomm Stadium | 8 gennaio - Qualcomm Stadium | 8 gennaio - Qualcomm Stadium |    | 1            | Pittsburgh                    | 27                                   |                               |                                      |                                      |                                      |                         |                         |  |  |                  |                  |                  |                  |                  |
|                | 5                            | N.Y. Jets                    | 20                           |    |              |                               |                                      |                               |                                      |                                      |                                      |                         |                         |  |  |                  |                  |                  |                  |                  |
|                | 5                            | N.Y. Jets                    | 20                           | 5  | N.Y. Jets    | 17                            |                                      |                               |                                      |                                      |                                      |                         |                         |  |  |                  |                  |                  |                  |                  |
|                | 4                            | San Diego                    | 17                           | 5  | N.Y. Jets    | 17                            |                                      |                               | 6 febbraio - ALLTEL Stadium          | 6 febbraio - ALLTEL Stadium          | 6 febbraio - ALLTEL Stadium          |                         |                         |  |  |                  |                  |                  |                  |                  |
|                | 4                            | San Diego                    | 17                           | 1  | Pittsburgh   | 20                            |                                      |                               | 6 febbraio - ALLTEL Stadium          | 6 febbraio - ALLTEL Stadium          | 6 febbraio - ALLTEL Stadium          |                         |                         |  |  |                  |                  |                  |                  |                  |
|                |                              |                              |                              | 1  | Pittsburgh   | 20                            |                                      |                               |                                      | 6 febbraio - ALLTEL Stadium          | 6 febbraio - ALLTEL Stadium          |                         |                         |  |  |                  |                  |                  |                  |                  |
|                |                              |                              |                              |    |              |                               |                                      |                               |                                      | 6 febbraio - ALLTEL Stadium          | 6 febbraio - ALLTEL Stadium          |                         |                         |  |  |                  |                  |                  |                  |                  |
|                | 8 gennaio - Qwest Field      | 8 gennaio - Qwest Field      | 8 gennaio - Qwest Field      | A2 | New England  | 24                            |                                      |                               |                                      |                                      |                                      |                         |                         |  |  |                  |                  |                  |                  |                  |
|                | 8 gennaio - Qwest Field      | 8 gennaio - Qwest Field      | 8 gennaio - Qwest Field      | A2 | New England  | 24                            | 15 gennaio - Georgia Dome            |                               |                                      |                                      |                                      |                         |                         |  |  |                  |                  |                  |                  |                  |
|                | 8 gennaio - Qwest Field      | 8 gennaio - Qwest Field      | 8 gennaio - Qwest Field      |    | N1           | Philadelphia                  | 21                                   |                               |                                      |                                      |                                      |                         |                         |  |  |                  |                  |                  |                  |                  |
|                | 8 gennaio - Qwest Field      | 8 gennaio - Qwest Field      | 8 gennaio - Qwest Field      |    | N1           | Philadelphia                  | 21                                   |                               |                                      |                                      |                                      |                         |                         |  |  |                  |                  |                  |                  |                  |
|                | 5                            | Saint Louis                  | 27                           |    |              |                               |                                      |                               |                                      |                                      |                                      |                         |                         |  |  |                  |                  |                  |                  |                  |
|                | 5                            | Saint Louis                  | 27                           | 5  | St. Louis    | 17                            |                                      |                               |                                      |                                      |                                      |                         |                         |  |  |                  |                  |                  |                  |                  |
|                | 4                            | Seattle                      | 20                           | 5  | St. Louis    | 17                            |                                      |                               | 23 gennaio - Lincoln Financial Field | 23 gennaio - Lincoln Financial Field | 23 gennaio - Lincoln Financial Field |                         |                         |  |  |                  |                  |                  |                  |                  |
|                | 4                            | Seattle                      | 20                           | 2  | Atlanta      | 47                            |                                      |                               | 23 gennaio - Lincoln Financial Field | 23 gennaio - Lincoln Financial Field | 23 gennaio - Lincoln Financial Field |                         |                         |  |  |                  |                  |                  |                  |                  |
|                |                              |                              |                              | 2  | Atlanta      | 47                            |                                      |                               | 23 gennaio - Lincoln Financial Field | 23 gennaio - Lincoln Financial Field | 23 gennaio - Lincoln Financial Field |                         |                         |  |  |                  |                  |                  |                  |                  |
|                |                              |                              |                              |    |              |                               |                                      |                               | 23 gennaio - Lincoln Financial Field | 23 gennaio - Lincoln Financial Field | 23 gennaio - Lincoln Financial Field |                         |                         |  |  |                  |                  |                  |                  |                  |
|                | 9 gennaio - Lambeau Field    | 9 gennaio - Lambeau Field    | 9 gennaio - Lambeau Field    | 2  | Atlanta      | 10                            |                                      |                               |                                      |                                      |                                      |                         |                         |  |  |                  |                  |                  |                  |                  |
|                | 9 gennaio - Lambeau Field    | 9 gennaio - Lambeau Field    | 9 gennaio - Lambeau Field    | 2  | Atlanta      | 10                            | 16 gennaio - Lincoln Financial Field |                               |                                      |                                      |                                      |                         |                         |  |  |                  |                  |                  |                  |                  |
|                | 9 gennaio - Lambeau Field    | 9 gennaio - Lambeau Field    | 9 gennaio - Lambeau Field    |    | 1            | Philadelphia                  | 27                                   |                               |                                      |                                      |                                      |                         |                         |  |  |                  |                  |                  |                  |                  |
|                | 9 gennaio - Lambeau Field    | 9 gennaio - Lambeau Field    | 9 gennaio - Lambeau Field    |    | 1            | Philadelphia                  | 27                                   |                               |                                      |                                      |                                      |                         |                         |  |  |                  |                  |                  |                  |                  |
|                | 6                            | Minnesota                    | 31                           |    |              |                               |                                      |                               |                                      |                                      |                                      |                         |                         |  |  |                  |                  |                  |                  |                  |
|                | 6                            | Minnesota                    | 31                           | 6  | Minnesota    | 14                            |                                      |                               |                                      |                                      |                                      |                         |                         |  |  |                  |                  |                  |                  |                  |
|                | 3                            | Green Bay                    | 17                           | 6  | Minnesota    | 14                            |                                      |                               |                                      |                                      |                                      |                         |                         |  |  |                  |                  |                  |                  |                  |
|                | 3                            | Green Bay                    | 17                           | 1  | Philadelphia | 27                            |                                      |                               |                                      |                                      |                                      |                         |                         |  |  |                  |                  |                  |                  |                  |

### Vincitore
| Vincitori del Super Bowl XXXIX New England Patriots 3º titolo |

## Premi individuali
| MVP della NFL                 | Peyton Manning, Quarterback, Indianapolis   |
| Allenatore dell'anno          | Marty Schottenheimer, San Diego             |
| Giocatore offensivo dell'anno | Peyton Manning, Quarterback, Indianapolis   |
| Difensore dell'anno           | Ed Reed, Safety, Baltimore                  |
| Rookie offensivo dell'anno    | Ben Roethlisberger, Quarterback, Pittsburgh |
| Rookie difensivo dell'anno    | Jonathan Vilma, Linebacker, New York Jets   |
| Comeback Player of the Year   | Drew Brees, Quarterback, San Diego          |